# Antonio Cortón
Antonio Cortón (San Juan, 29 de mayo de 1854-Madrid, 6 de septiembre de 1913) fue un escritor, periodista y crítico puertorriqueño, diputado a Cortes durante la Restauración.

## Biografía
Nacido en San Juan de Puerto Rico el 29 de mayo de 1854, fue colaborador de publicaciones periódicas como La Araña, Don Simplicio, El Progreso, La Razón, El Tribuno —que dirigió—, El Buscapié o El Correo de Ultramar, además de las madrileñas El Globo, Revista Ilustrada y El Imparcial. En las elecciones de marzo de 1898 obtuvo escaño de diputado por los distritos puertorriqueños de Guayama y Mayagüez. Hacia 1902, fue redactor y director interino de la edición barcelonesa de El Liberal; también colaboró en La Vanguardia. Fue autor de obras como La literata. Agua fuerte (1883), Pandemonium (1889), Las Antillas (1898) y Espronceda (1906), esta última una biografía de José de Espronceda. Falleció en 1913 en Madrid, la noche del 6 al 7 de septiembre.